# Omar Ali-Shah
Omar Ali-Shah (em hindi:  ओमर अली शाह, em urdu:  عمر علی شاہ) (Afeganistão, 1922 – Jerez de la Frontera, 7 de Setembro de 2005) foi um grande expoente do Sufismo Naqshbandi moderno. Escreveu diversos livros sobre esse assunto e foi o mestre de um grande número de grupos sufis, sobretudo na Europa, América Latina e no Canadá. Ensinou a Tradição Sufi a mais de 2.000 discípulos livremente organizados em pequenos grupos por todo o mundo ocidental.

## Vida e obra
Omar Ali-Shah nasceu em 1922, numa família cuja ascendência remonta ao ano de 122 a.C., passando pelo Profeta Mohammed e aos imperadores sassânidas da Pérsia. Era filho do Sirdar Ikbal Ali Shah  de Sardhana, Uttar Pradesh, Índia e irmão mais velho de Idries Shah, também escritor e mestre sufi.
Omar Ali-Shah ganhou notoriedade em 1967, quando publicou, junto a Robert Graves, uma nova tradução dos Rubaiyat, de Omar Khayyam Essa tradução rapidamente se tornou controversa. Graves foi acusado de tentar quebrar o encanto de passagens famosas na tradução victoriana de Edward FitzGerald e L. P. Elwell-Sutton, um orientalista da Universidade de Edimburgo sustentava que o manuscrito usado por Ali-Shah e Graves - que Ali-Shah afirmava estar em posse de sua família por 800 anos - era uma "falsificação grosseira".
Os irmãos Idries Shah e Omar Ali-Shah trabalharam e ensinaram juntos por algum tempo nos anos 1960, mas depois se colocaram em caminhos diferentes.